# Dansk indfødsret
Dansk indfødsret er en formel betegnelse, der svarer til det, der i daglig tale og i andre lande ofte betegnes som statsborgerskab. Begrebet reguleres af Grundloven, hvis § 44, stk. 1 lyder: "Ingen udlænding kan få indfødsret uden ved lov". Herudover reguleres dansk indfødsret af indfødsretsloven ("Lov om dansk indfødsret").

## Erhvervelse af dansk indfødsret
De nærmere regler for erhvervelse af indfødsret er fastlagt i lov om dansk indfødsret. Heri bestemmes, at et barn får dansk indfødsret, hvis enten faderen eller moderen er dansk statsborger (dvs. selv har dansk indfødsret). Det er derimod uden betydning, om barnet bliver født i Danmarks Rige (Danmark, Færøerne, Grønland) eller i udlandet, med den undtagelse at barnet ikke får dansk indfødsret hvis det bliver født i udlandet, kun barnets far har dansk indfødsret og barnets far ikke er gift med barnets mor. Det minder om reglerne i de fleste kontinentaleuropæiske lande; men afviger fra de angelsaksiske lande, hvor fødestedet ofte er afgørende for statsborgerskabet. Børn under 12 år, der adopteres af danske forældre, får dansk indfødsret ved adoptionen.
Andre personer kan kun få dansk indfødsret "ved lov", som foreskrevet i Grundloven. Det kaldes også erhvervelse af dansk indfødsret ved naturalisation, hvilket indebærer at Folketinget vedtager en Lov om indfødsrets meddelelse, hvorved de i loven opregnede personer meddeles dansk statsborgerskab. Hvis den, der erhverver dansk indfødsret ved lov, har børn, der er under 18 år gamle, får de også dansk indfødsret; men de nævnes ikke i loven.
Der er en række forudsætninger, der skal opfyldes for at blive optaget på listen i Lov om indfødsrets meddelelse. Det omhandler bl.a. varighed af ophold i Kongeriget Danmark, danskkundskaber, afgivelse af udenlandsk statsborgerskab, tidligere straf og gæld til det offentlige. De nærmere bestemmelser findes i Cirkulæreskrivelse om naturalisation.
Ifølge Danmarks Statistik skiftede i alt 3.267 udlændinge bosiddende i Kongeriget Danmark deres udenlandske statsborgskab ud med dansk statsborgerskab i løbet af kalenderåret 2012. I alt 71,4% af disse nydanskere fra 2012 stammede fra ikke-vestlige lande. Halvdelen af de nye danske statsborgerskaber i 2012 blev tildelt til personer fra landene Irak, Afghanistan, Tyrkiet, Somalia og Iran.
Den 20. april 2021 indgik regeringen sammen med Venstre, De Konservative og Liberal Alliance en ny indfødsretsaftale, der betyder at udlændinge med en fængselsdom - både betinget og ubetinget - fremover ikke kan blive optaget på et lovforslag om indfødsrets meddelelse uden særlig dispensation fra Folketingets Indfødsretsudvalg.

## Fortabelse af dansk indfødsret
Hvis en dansk statsborger er født i udlandet og aldrig har boet i Kongeriget Danmark, mister den pågældende automatisk sin danske indfødsret, når han eller hun fylder 22 år. Man kan dog forinden ansøge om at bevare indfødsretten. Man mister ikke indfødsretten, hvis man derved bliver statsløs.
Dansk indfødsret skal frakendes ved dom, hvis indfødsretten er erhvervet ved svig, eksempelvis ved at man har afgivet falske oplysninger i forbindelse med ansøgningen eller har fortiet tidligere begået kriminalitet, som man senere dømmes for. Dette gælder uanset om man derved bliver statsløs, og omfatter også ens børn, hvis de har erhvervet indfødsret i samme forbindelse.
Endvidere skal indfødsretten frakendes ved dom i forbindelse med en straffesag, hvis man dømmes for en strafbar handling, og man derved har udvist en handlemåde, som er til alvorlig skade for statens vitale interesser. Det omfatter typisk terror, spionage og alvorlig bandekriminalitet.
Endelig kan regeringen administrativt fratage indfødsretten for en person, hvis ministeren vurderer, at den pågældende har udvist en handlemåde, som er til alvorlig skade for landets vitale interesser. Forudsætningen er, at den pågældende ikke derved bliver statsløs. Personen kan efterfølgende indbringe sagen for domstolene.

### Sam Mansour
Sam Mansour er i to omgange blevet dømt for overtrædelse af blandt andet straffelovens § 114 E om støtte til terrorisme ved at opfordre til væbnet islamisk jihad. I begge sager har anklagemyndigheden påstået Sam Mansour frakendt statsborgerskabet.
I den første sag frikendte Københavns Byret ved dom af 11. april 2007 Mansour for frakendelsespåstanden og hverken Rigsadvokaten eller Mansour ankede dommen..
I den anden sag Ved Retten på Frederiksberg blev Mansour frifundet for frakendelsespåstanden af et flertal på 7 ud af 12 stemmer. Ved Østre Landsrets dom af 1. juli 2015 blev Mansour frataget sin danske indfødsret af et flertal på 3 dommere og 8 nævninger mod 1 nævning, Mansour blev samtidig udvist af landet for bestandig. Mansour fik den 23. september 2015 Procesbevillingsnævnets tilladelse til at anke landsrettens dom til Højesteret for så vidt angår fortabelse og udvisning, men Højesteret afsagde d. 8. juni 2016 en dom, der stadfæstede Østre Landsrets dom og dermed fratagelsen af indfødsretten med efterfølgende udvisning.

### Enes Ciftci
Den 14. november 2017 afgjorde Højesteret at Enes Ciftci skulle idømmes 6 års fængsel og frakendes sin danske indfødsret samt udvises med indrejseforbud for bestandig for at have tilsluttet sig Islamisk Stat i Syrien. Han er den første, der mister sin danske indfødsret, selv om han er født og opvokset i Danmark, idet han også er tyrkisk statsborger. 

### Sami el Aouay / Adam Johansen
Den 19. november 2018 afgjorde Højesteret i sag 124/2018 at Sami el Aouay, der har skiftet navn til Adam Johansen, skulle idømmes 4 års fængsel og frakendes sin danske indfødsret samt udvises for bestandig for at have tilsluttet sig Islamisk Stat i Syrien, jf. straffelovens § 114 c, stk. 3, og § 114 d, stk. 3.  Dette var en skærpelse af både byrettens og landsrettens dom, hvor han var idømt den samme fængselsstraf, men frifundet for frakendelse af dansk indfødsret og udvisning. 
Han er født og opvokset i Danmark af en etnisk dansk/færøsk mor, men har også tunesisk statsborgerskab qua sin far. Højesteret lagde til grund, at det fremgår af iCode de la Nationalité Tunisiénne, at en person erhverver tunesisk statsborgerskab ved fødslen, hvis faren er tunesisk statsborger. Højesteret tiltrådte at Udlændinge- og Integrationsministeriet havde lagt til grund, at faderen var tunesisk statsborger på tidspunktet for fødslen den 15. november 1990 og dermed er tunesisk statsborger i medfør af tunesisk lov, hvilket dansk politi havde fået bekræftet af Tunesiens ambassade i Haag. Ydermere lagde Højesteret til grund, at der under politiets ransagninger blev fundet flere tunesiske pas.
Højesteret lagde i forhold til ændringen vægt på alvoren og karakteren af den begåede kriminalitet, og bemærkede i relation til spørgsmålet om tilknytningen til Danmark og familielivet, at han som led i den begåede kriminalitet på eget initiativ forlod sin familie i Danmark for at tage ophold i et krigsområde i Syrien. Endelig bemærkede Højesteret, at hans kone i Danmark er konvertit, at de er islamisk gift og at barnet går på en islamisk skole og undervises hjemme, hvorfor de må antages ikke at være uden forudsætninger for at følge med ham til Tunesien.
Den 3. marts 2022 afviste Den Europæiske Menneskerettighedsdomstol i sag ECHR 071 (2022) en klage over, at Højesterets afgørelse skulle være en krænkelse af menneskerettighederne, og at han ville blive statsløs. Det blev lagt til grund af Menneskerettighedsdomstolen, at Højesteret havde gjort et grundigt arbejde med at undersøge det tunesiske tilhørsforhold.
Menneskerettighedsdomstolen tiltrådte Højesterets frakendelse af dansk indfødsret samt udvisning, og anførte at det er legitimt for de lande, der har underskrevet menneskerettighedskonventionen, at tage et fast standpunkt mod terrorisme, da terrorisme i sig selv udgør en alvorlig trussel mod menneskerettighederne. 

### Anis Laraba
Den 22. november 2018 afgjorde Østre Landsret at Anis Larabas skulle idømmes 5 års fængsel og frakendes sin danske indfødsret samt udvises med indrejseforbud for bestandig for at have tilsluttet sig Islamisk Stat i Syrien. Han er ligeledes født og opvokset i Danmark, men har også algerisk statsborgerskab. 

### Mohammed Fateh og Yahya Nouioua
Den 7. marts 2019 afgjorde Østre Landsret at Mohammed Fateh og Yahya Nouioua skulle idømmes 3 års fængsel og frakendes deres danske indfødsret samt udvises med indrejseforbud for bestandig for at have tilsluttet sig Islamisk Stat i Syrien. De er begge født og opvokset i Danmark, men også statsborgere i henholdsvis Marokko og Algeriet. 

## Dobbelt statsborgerskab
Den 18. december 2014 vedtog et flertal i Folketinget en ny lov om indfødsret, der tillader dobbelt statsborgerskab fra og med den 1. september 2015. Det betyder at udlændinge, der bliver optaget på et lovforslag om meddelelse af dansk indfødsret, ikke længere skal give afkald på deres hidtidige statsborgerskab.
Der findes dog undtagelser. Hvis én af forældrene er dansk statsborger og den anden forælder ikke er dansk statsborger, vil barnet i mange tilfælde erhverve to statsborgerskaber ved fødslen. Hvis barnet alene vokser op i udlandet, så kan det som nævnt ovenfor miste sin danske indfødsret ved det fyldte 22. år. Har barnet har boet i Kongeriget Danmark i en periode eller når der ansøges om det, så kan barnet bevare sin danske indfødsret efter det fyldte 22. år, og kan dermed også som voksen have to statsborgerskaber. Forudsætningen er dog, at det andet land også godkender det.